# Gmina Spring Valley (hrabstwo Dallas)

Położenie Gminy Spring Valley w hrabstwie Dallas

Gmina Spring Valley (ang. Spring Valley Township) – gmina w USA, w stanie Iowa, w hrabstwie Dallas. Według danych z 2000 roku gmina miała 8 204 mieszkańców, a jej powierzchnia wynosi 92,7 km².